# Ascyssa
Genre
Ascyssa est un genre d'éponges de la famille Leucosoleniidae. Les espèces de ce genre sont marines.

## Liste d'espèces
Selon World Register of Marine Species (5 février 2017) :
- Ascyssa acufera Haeckel, 1870
- Ascyssa coralloides (Haeckel, 1870)
- Ascyssa troglodytes Haeckel, 1870